# François Lefort

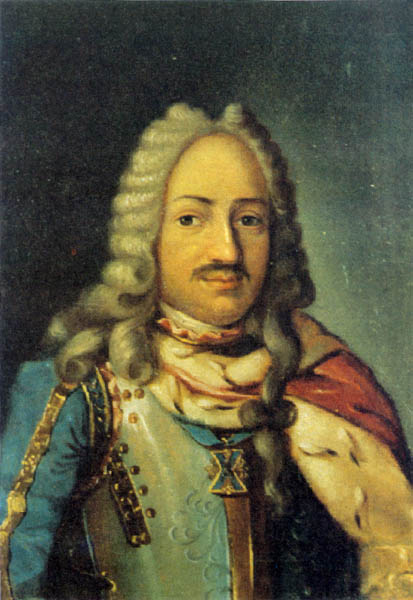
François Jacques Lefort.

François Jacques Lefort,  född den 23 december 1656 i Genève, död den 2 mars 1699 i Moskva, var en schweizisk militär i rysk tjänst, Peter den stores gunstling. 
Lefort inträdde som ung 1670 i fransk krigstjänst och 1674 i holländsk. År 1675 begav han sig över Archangelsk till Moskva, där han en tid tjänstgjorde som dansk legationssekreterare. Han trädde där 1678 i tjänst hos tsar Fjodor III som kapten i ryska armén och deltog i fälttågen mot turkar och tartarer 1681-89 och avancerade till överste. År 1682 lärde han känna den unge tsar Peter och vann inom kort dennes gunst.
Lefort vann Vasilij Golitsyns förtroende men slöt sig efter statskuppen 1689 till tsar Peter och blev 1694 storamiral och övergeneral med uppdrag att europeisera krigsväsendet. Han ledde tillsammans med Fjodor Golovin och Patrick Gordon det misslyckade Azovtåget 1695–1696 och blev 1697 guvernör över Novgorod. Åren 1697–1698 var han också en av de tre ambassadörerna i den ryska beskickning som avgick till utlandet och i vars följe tsar Peter inkognito befann sig. Han biträdde tsar Peter i dennes arbete att lägga grunden till den ryska flottan samt höja landets odling och näringar genom inkallande av tyska och franska konstnärer och hantverkare.